# Pitsford
Pitsford is een civil parish in het bestuurlijke gebied Daventry, in het Engelse graafschap Northamptonshire met 671 inwoners.